# Projektionssatz
Der Projektionssatz ist einer der wichtigsten Sätze der Funktionalanalysis. In letzter Konsequenz werden mit ihm partielle Differentialgleichungen konstruktiv gelöst. Er ist ein Beispiel dafür, wie in der Funktionalanalysis geometrische Überlegungen zu besonders weitreichenden Resultaten führen. Letztlich wird ein Vektor bezüglich eines gegebenen Untervektorraums in zwei Komponenten zerlegt. Dabei liegt eine Komponente in dem gegebenen Untervektorraum und die andere ist senkrecht dazu. Man sagt, die erste Komponente ist die Orthogonalprojektion des Vektors auf den Untervektorraum.

## Aussage
Sei {\displaystyle {\mathcal {M}}\subset {\mathcal {H}}} ein abgeschlossener Untervektorraum eines Hilbertraums {\displaystyle {\mathcal {H}}} mit dem Skalarprodukt {\displaystyle \langle \cdot ,\cdot \rangle }. Dann gibt es für alle {\displaystyle f\in {\mathcal {H}}} genau ein
{\displaystyle f_{1}\in {\mathcal {M}}} und genau ein {\displaystyle f_{2}\in {\mathcal {M}}^{\perp }} mit {\displaystyle f=f_{1}+f_{2}}.
Dabei ist {\displaystyle {\mathcal {M}}^{\perp }:=\{g\in {\mathcal {H}}\mid \langle f,g\rangle =0} für alle {\displaystyle f\in {\mathcal {M}}\}} das orthogonale Komplement von {\displaystyle {\mathcal {M}}}. Der Name Projektionssatz rührt daher, dass durch die Zuordnung {\displaystyle f\mapsto f_{1}} die Orthogonalprojektion auf {\displaystyle {\mathcal {M}}} gegeben ist.

## Beweisskizze
Zunächst betrachtet man zu einem {\displaystyle f\in {\mathcal {H}}\setminus {\mathcal {M}}} den Abstand {\displaystyle d:=\inf\{\|f-m\|:m\in {\mathcal {M}}\}} zu {\displaystyle {\mathcal {M}}}.
Es existiert eine Folge {\displaystyle m_{j}\in {\mathcal {M}}}, mit {\displaystyle \|f-m_{j}\|\rightarrow d}. Mit Hilfe der Parallelogrammgleichung zeigt man, dass {\displaystyle m_{j}} eine Cauchyfolge ist. Da {\displaystyle {\mathcal {M}}} abgeschlossen und {\displaystyle H} vollständig ist, konvergiert {\displaystyle m_{j}} gegen ein {\displaystyle m\in {\mathcal {M}}} mit {\displaystyle \|f-m\|=d>0}.
Nun zeigt man, dass {\displaystyle f-m} senkrecht auf {\displaystyle {\mathcal {M}}} steht, also dass {\displaystyle \langle f-m,m'\rangle =0} für alle {\displaystyle m'\in {\mathcal {M}}} gilt. Mit {\displaystyle f=m+(f-m)} erhält man {\displaystyle {\mathcal {H}}={\mathcal {M}}+{\mathcal {M}}^{\perp }}.
Da für {\displaystyle g\in {\mathcal {M}}\cap {\mathcal {M}}^{\perp }} gilt {\displaystyle \langle g,g\rangle =0}, also {\displaystyle g=0}, ist die Summe direkt.

## Konsequenzen
Man beachte, dass der Beweis lediglich von den Hilbertraumaxiomen Gebrauch macht und in dieser Hinsicht elementar, wenn auch sehr abstrakt ist. Damit gilt der Projektionssatz in jedem Hilbertraum. Neben den oben angesprochenen Konsequenzen ist durch diesen Satz das Funktionieren des Gram-Schmidtschen Orthonormalisierungsverfahrens gesichert. Der Projektionssatz führt zur Existenz eines vollständigen Orthonormalsystems in Hilberträumen. Schließlich ist der Projektionssatz eines der wichtigsten Werkzeuge beim Beweis des Darstellungssatzes von Fréchet-Riesz.

## Verallgemeinerung
Sei {\displaystyle C\subset {\mathcal {H}}} eine abgeschlossene, konvexe, nichtleere Teilmenge eines Hilbertraums. Dann gibt es für jedes {\displaystyle f\in {\mathcal {H}}} genau ein {\displaystyle f_{1}\in C}, so dass der Abstand minimal wird, es gilt also {\displaystyle \|f-f_{1}\|=\mathrm {min} \{\|f-g\|\colon g\in C\}}.